# Zuzana Holíková
Zuzana Holíková (* 1. října 1999 Rychnov nad Kněžnou) je česká reprezentantka v běhu na lyžích. Prosazuje se především ve sprintu. Zatím startovala jednou na Olympiádě.

## Výsledky

### Výsledky na OH
| Rok  | Věk | 10 km | 15 km skiatlon | 30 km hromadný start | sprint | 4 × 5 km štafeta | sprint dvojic |
| ---- | --- | ----- | -------------- | -------------------- | ------ | ---------------- | ------------- |
| 2022 | 22  | —     | —              | —                    | 44.    | —                | —             |

### Výsledky ve Světovém poháru
| Sezóna  | Věk | Sezónní výsledky | Sezónní výsledky | Sezónní výsledky | Sezónní výsledky | Výsledky na Ski Tour | Výsledky na Ski Tour | Výsledky na Ski Tour | Výsledky na Ski Tour |
| Sezóna  | Věk | Celkově          | Distance         | Sprinty          | U23              | Nordic Opening       | Tour de Ski          | WC Final             |                      |
| ------- | --- | ---------------- | ---------------- | ---------------- | ---------------- | -------------------- | -------------------- | -------------------- | -------------------- |
| 2019/20 | 20  | —                | —                | —                | —                | —                    | —                    | —                    |                      |
| 2020/21 | 21  | —                | —                | —                | —                | —                    | —                    | —                    |                      |
| 2021/22 | 22  | —                | —                | —                | —                | —                    | —                    | —                    |                      |